# Henry Berkeley (officier)
Pour les articles homonymes, voir Henry Berkeley et Berkeley.
Le brigadier général Henry Berkeley (après 1682 - 23 mai 1736) est un officier et homme politique britannique qui siège à la Chambre des communes de 1720 à 1734.

## Biographie
Il est le troisième fils de Charles Berkeley (2e comte de Berkeley) et de son épouse Elizabeth Noel, fille de Baptiste Noel (3e vicomte Campden). Il sert de page d'honneur de Guillaume de Danemark, puis de la reine Anne. Il obtient une commission dans l'armée en décembre 1709 et devient brigadier général des Horse Grenadier Guards en 1735. Il épouse, en 1712, Mary Cornewall, fille du colonel Henry Cornewall, député de Moccas, Herefordshire.
En juin 1717, il est nommé premier commissaire au poste de maître du cheval du roi George Ier, et le 25 décembre suivant, il est nommé au grade de colonel du régiment Own King of Pied, qu'il quitte en 1719 pour La troupe écossaise de cavaliers à cheval, poste qu'il occupe jusqu'à sa mort. Il est également l'un des écuyers du roi.
Il est élu sans opposition en tant que député whig de Gloucestershire lors d'une élection partielle le 30 mars 1720. Il est réélu lors de l'élection générale de 1722 et à l'élection générale de 1727. Tous ses votes enregistrés sont pour le gouvernement. Il ne se présente pas aux élections générales de 1734.
Il décède à Bath le 23 mai 1736. Il a deux fils et trois filles.